# IGUA
IGUA（イグア、7月27日 - ）は、日本の女性シンガーソングライター。長野県出身。血液型はB型。

## 人物
東京都内のライブハウスを拠点に活躍する女性シンガーソングライター。
信州木曽地方の大自然の中で幼少期を過ごし、民謡の歌い手だった祖母の影響を受けて育つ。
観客を心地よい眠りに誘う歌声から、1/fゆらぎボイスの持ち主と言われている。
ライブ活動のほか、楽曲提供、ラジオパーソナリティ、地域イベントへの参加なども行う。

## 略歴
2004
- 「IGUA（イグア）」名義でライブ活動開始

2005
- 4月21日、ミニアルバム「AKATSUKI」リリース。
- 12月21日、ライブハウスMiiya Cafeオムニバスアルバム「Miiya Cafe Party ~Fifteen Colors~」に「時間泥棒」収録。

2009
- 12月18日、みたあきこ、Picoとボーカルユニット「KOCOA」結成。

2015
- 12月15日、両A面シングル「BELL/花」リリース。

2016
- 4月6日、まえばしCITYエフエムにてラジオ番組「じかんどろぼう」スタート[1]。
- 8月27日、木曽の手仕事市にて初の出身地でのライブを実施[2]。

2017
- 2月9日、長野県蘇南高等学校にて初の講演会ライブを行う[3]。
- 11月25日、世界キャラクターさみっとin羽生に木曽町開田高原のキャラクター木曽っ子と初参加。

2018
- 2月7日、母校である木曽町立三岳小学校にて講演会ライブを行う[4]。
- 5月2日、シングル「ROUTE 19」リリース。

2020
- 12月1日、ダウンロード販売＆ストリーミング配信開始。
- 12月2日、ミニアルバム「Watercolor」リリース。

## ディスコグラフィ
| 発売日         | タイトル                          | 規格品番  | 備考               |
| -------------- | --------------------------------- | --------- | ------------------ |
| 2005年4月21日  | AKATSUKI                          | -         | 1st Mini Album     |
| 2005年12月21日 | Miiya Cafe Party ~Fifteen Colors~ | HLMR-1005 | オムニバスアルバム |
| 2015年12月15日 | BELL/花                           | TORI-0001 | Single             |
| 2018年5月2日   | ROUTE 19                          | TORI-0002 | Single             |
| 2020年12月2日  | Watercolor                        | TORI-0003 | 2nd Mini Album     |